# Finn Fisher-Black
Finn Fisher-Black   (Benenden, 21 de desembre de 2001) és un ciclista neozelandès, professional des del 2021. Actualment corre a l'equip Red Bull-Bora-Hansgrohe.
El 2020 fitxà pel Jumbo-Visma Development. El 21 de juliol de 2021 l'UAE Team Emirates va anunciar la seva incorporació immediata a l'equip fins al 2024. El 2022 es va trencar la cama en un accident als Boucles de la Mayenne. La seva primera victòria com a professional fou en una etapa del Giro de Sicília de 2023.

## Palmarès
- 2018
  -  Campió de Nova Zelanda en contrarellotge júnior
- 2019
  -  Campió d'Oceania en ruta júnior
  -  Campió d'Oceania en contrarellotge júnior
- 2020
  -  Campió de Nova Zelanda en ruta sub-23
  -  Campió de Nova Zelanda en contrarellotge sub-23
- 2021
  -  Campió de Nova Zelanda en contrarellotge sub-23
  - 1r a l'Istrian Spring Trophy
  - Vencedor d'una etapa de la New Zealand Cycle Classic
- 2023
  - Vencedor d'una etapa al Giro de Sicília
- 2024
  - 1r a la Muscat Classic
  - Vencedor d'una etapa al Tour d'Oman
  - Vencedor d'una etapa a la Volta a Astúries
- 2025
  -  Campió de Nova Zelanda en contrarellotge

### Resultats a la Volta a Espanya
- 2023. 40è de la classificació general